# Karel Macek
Karel Macek (31. října 1928 Praha – 21. prosince 2011 Praha) byl český chemik, zabývající se zejména chromatografií. Jako vědecký pracovník působil na interní klinice Fakulty vnitřního lékařství. Mj. byl spoluautorem monografie Papírová chromatografie, autor cca 160 vědeckých prací. V letech 1977–1995 byl šéfredaktorem časopisu Journal of Chromatography, Biomedical Applications.
Také patnáct let studoval operní zpěv, v divadle účinkoval jako tenorista.

## Ocenění
- Hanušova medaile (1978)[3]